# Aiguille de Cléopâtre
« Aiguille de Cléopâtre » est le surnom donné à deux obélisques égyptiens datant du règne du pharaon Thoutmôsis III. Ces obélisques n'ont aucun rapport avec la reine Cléopâtre VII.
Aujourd'hui, l'une des Aiguilles de Cléopâtre se trouve à Londres, l'autre à New York. Chacune des deux est connue sous le nom de « Cleopatra's Needle ».

## De l'Antiquité auXIXesiècle
Ces deux obélisques forment une paire. D'une hauteur de 21 mètres et pesant environ 200 tonnes, ils sont en granite rose d'Assouan et recouverts de hiéroglyphes. Des inscriptions ultérieures leur furent ajoutées par Ramsès II pour commémorer ses victoires militaires.
D'abord érigés à Héliopolis vers le milieu du XVe siècle avant notre ère par Thoutmôsis III, ils furent transportés à Alexandrie par les Romains sur ordre de l'empereur Auguste en 12 av. J.-C. et y ornèrent l'entrée du Caesareum.

## À partir duXIXesiècle
En 1828, Méhémet Ali décide d'offrir les deux obélisques : l'un au gouvernement français, l'autre au gouvernement britannique. En raison des difficultés techniques liées à leur transport, celui-ci fut ajourné. Les Français échangent le leur avec celui de Louxor sur intervention de Champollion (il remet au ministre de la Marine en septembre 1830 un rapport intitulé Obélisques égyptiens à transporter à Paris). Celui des Britanniques ne quitte Alexandrie qu'en 1877, grâce à un mécénat privé, et est transporté sur le Cleopatra. Bien que les techniques de génie civil aient progressé entre 1833 et 1877, le transport de l'obélisque anglais est bien plus mouvementé que celui de l'obélisque de Louxor, installé à Paris : le Cléopatra (un navire cylindrique en acier ressemblant à un sous-marin) rompt sa remorque en pleine tempête dans le golfe de Gascogne et manque de couler, l'accident entraînant la mort de six marins.
On l'installe en 1878 au bord de la Tamise, sur Victoria Embankment, où elle se trouve toujours. On lui ajoute des ornements de bronze dans le style égyptien. Elle est entourée de sphinx en bronze.
La seconde Aiguille de Cléopâtre est ensuite proposée au gouvernement des États-Unis à la fin du XIXe siècle. Le mécène William Henry Vanderbilt, fils aîné de Cornelius Vanderbilt, finance son transport vers New York,.
L'idée originale d'obtenir un obélisque égyptien pour la ville de New York est née des comptes rendus des journaux new-yorkais de mars 1877 sur le transport de l'obélisque de Londres. Les journaux attribuèrent par erreur à un certain John Dixon la proposition faite en 1869 par le Khédive d'Égypte, Ismaïl Pacha, d'offrir aux États-Unis un obélisque en guise de cadeau pour l'accroissement des échanges commerciaux. M. Dixon, l'entrepreneur qui, en 1877, a organisé le transport de l'obélisque de Londres, a démenti les comptes rendus des journaux.
En mars 1877, M. Henry G. Stebbins, commissaire du département des parcs publics de la ville de New York, entreprend de trouver les fonds nécessaires au transport de l'obélisque jusqu'à New York. Cependant, lorsque le magnat des chemins de fer William H. Vanderbilt est sollicité pour diriger la souscription, il propose de financer le projet par un don de plus de 100 000 dollars américains (
2 millions actuels).
Stebbins envoie alors deux lettres d'acceptation au Khédive par l'intermédiaire du Département d'État, qui les transmet au juge Farman au Caire. Réalisant qu'il pourrait être en mesure d'obtenir l'un des deux obélisques verticaux restants - soit le compagnon de l'obélisque de Paris à Louxor, soit le compagnon de Londres à Alexandrie - le juge Farman demande formellement au khédive en mars 1877, et, en mai 1877, il obtient le don par écrit.
Comme pour le transport des obélisques français et anglais l'opération n'est pas aisée. L'ingénieur naval Henry H. Gorringe, chargé de l'opération, affrète un navire à vapeur égyptien, le Dessoug. Faute de mât de charge et de treuils assez puissants, il faut échouer le navire, découper une ouverture dans sa coque, puis introduire l'obélisque à bord par un plan incliné en le faisant rouler sur un lit de vieux boulets de canon. Le Dessoug casse son arbre d'hélice en plein océan Atlantique et doit naviguer à la voile le temps de réparer. À l'arrivée au port de New York, il faut mettre le navire en cale sèche et redécouper la coque pour extraire le monument qui est enfin installé à Central Park en 1881.

Les Aiguilles de Cléopâtre
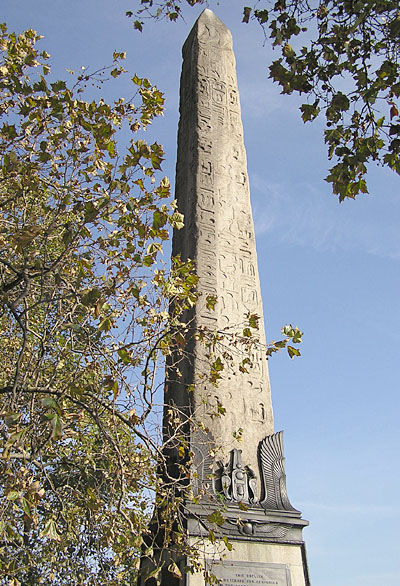
L'obélisque de Londres.
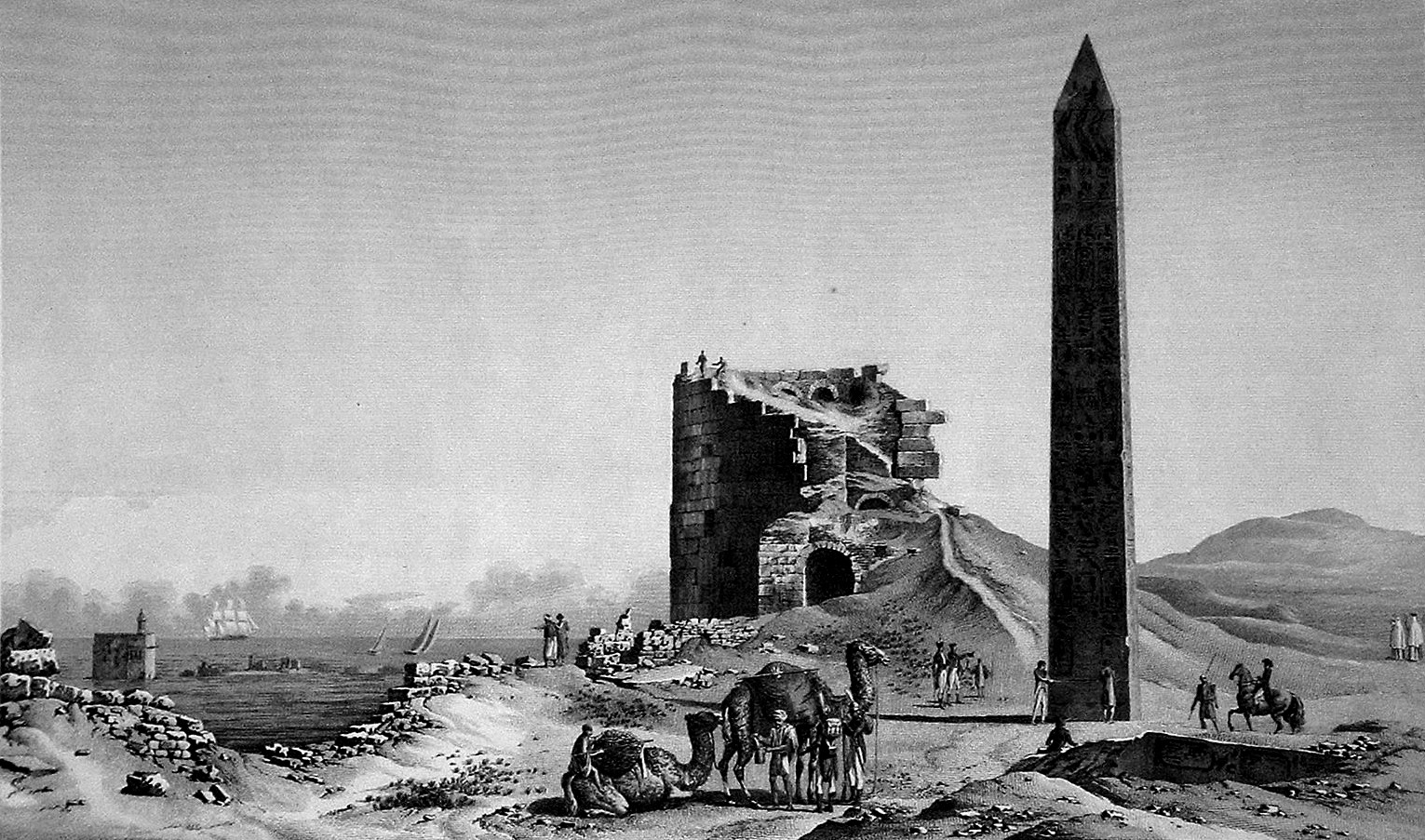
Description de l'Égypte : l'une des Aiguilles de Cléopâtre à Alexandrie, dessin de 1798.
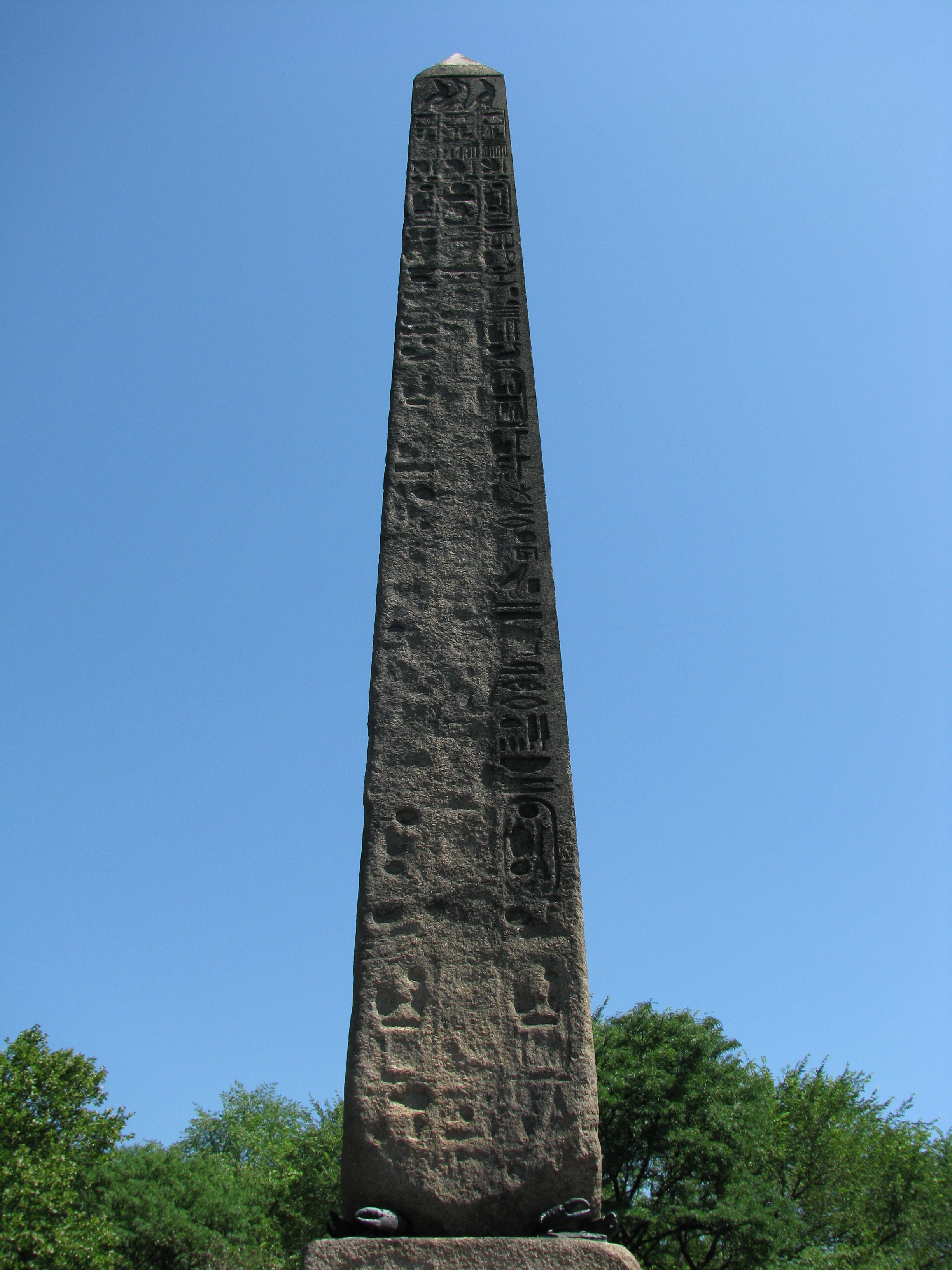
L'obélisque de New York.